# 惡靈古堡：最終章
《惡靈古堡：最終章》（英語：Resident Evil: The Final Chapter）是一部2016年國際合拍的動作恐怖片，由保羅·W·S·安德森執導、監製和編劇。電影根據卡普空旗下的電子遊戲《惡靈古堡系列》。該片為「惡靈古堡系列電影」的第六部與最後一部作品，以及2012年電影《惡靈古堡5：天譴日》的續集。電影由蜜拉·喬娃薇琪、艾麗·拉特、尚·羅伯茲、露比·蘿絲、約恩·麥肯、威廉·列維和伊恩·格雷主演。該片2016年12月23日在日本搶先上映，2017年1月27日在美國上映。

## 劇情
故事敘述繼後，倖存者艾莉絲遭威斯卡背叛，與其他同伴失散。
艾莉絲一醒來後，發現華盛頓已成荒蕪。艾莉絲想喝一口水，但是水中突然出現一隻被鍊住的殭屍，隨後又在搜刮可用物資時意外驚動到熟睡中的蝙蝠馬吉尼，在強大的T病毒能力及精湛的駕車技術幫助下，艾莉絲成功殺死蝙蝠馬吉尼。後來艾莉絲在路上察覺自己正被攝影鏡頭監控著，而敏覺引領她走到一個地下室，登時打字機噠噠作響，「哈囉，艾莉絲！」的字樣不斷從打字機釋出，接著螢幕倏忽亮起，紅后（Red Queen）現身並告訴艾莉絲在病毒爆發的地方「蜂巢」（Hive），藏有「保護傘公司」研製、靠空氣傳播的解藥，能殺死所有「T病毒」感染者，亦包括她自己。為了終結這一切，艾莉絲驅車前往浣熊市，萬惡的起源。
半路途中車因戰鬥毀壞，發現靈機一現的重機，其知被保護傘公司的人伏擊。解除危急後，又因沒有授權而被電擊昏過去。醒來時，身處裝甲車上，這才發現艾薩克博士（Dr. Isaacs）沒有死。艾莉絲被扔到裝甲車後，手被銜著裝甲車的粗繩束縛，但憑藉過人體術順利逃脫，並砍下艾薩克博士的手。
在浣熊市，艾莉絲因閃避不及，撞上迎面而來的杆子，而為浣熊市的倖存者囚禁。她意外發現了老朋友克蕾兒·雷德菲爾亦是他們的其中一員。艾莉絲警告艾薩克博士後頭正跟著一批喪屍大軍前來浣熊市。最後，作戰計畫的成功，擊退了博士和喪屍。
同時，艾莉絲帶著克蕾兒以及倖存者小隊前往蜂巢，期間威斯克（Wesker）不服紅后，非要手動控制安全措施，先是放出了地獄犬，然後開風扇，之後打開地道陷阱。在蜂巢門口，紅后告訴艾莉絲自己的真實目的，並把保護傘公司高層的影片放了出來，大意就是生化危機其實是保護傘的高層搞出來的，為的是清洗人類，最後還用悄悄話告訴艾莉絲，你們這幾人裡有內賊！
在艾莉絲一行人闖入蜂巢期間，威斯克讓紅后將艾薩克博士解凍，真的艾薩克博士一出現，才知道原來裝甲車上的也是複製人。艾莉絲一行人掉入陷阱中，克蕾兒掉到一個玻璃箱內，用土製炸藥炸出一個出口逃出，卻被被威斯克抓住；艾莉絲和杜克（Doc）則掉到一個類似實驗室的房間，穿過雷射網通道後，到達紅后的主機房，撿了些武器，然後下降到地下深處，在下降的過程中他們也發現了保護傘公司高層們的冷凍倉。
到達底部，艾莉絲和真正的艾薩克博士打了照面，艾莉絲腦裡雖然想了多種殺死艾薩克博士的辦法，然而艾薩克博士早已內置了危險預測作戰裝置而能預測艾莉絲的行動，所以他告訴艾莉絲與他正面戰鬥是沒有任何勝算的。在這時，他卻道出了整個事件的最關鍵的信息——「T病毒」是馬庫斯博士（Marcus）為了治療女兒艾麗西亞（Alicia）早衰症而研製的，然而藥力並不持久，「T病毒」也無法阻止艾麗西亞早衰，但副作用卻非常明顯。隨後，紅后說馬庫斯把艾麗西亞童年的語音及圖像資料都保存下來，然後艾薩克博士依此開發了紅后，紅后的形象就是幼年版的艾麗西亞，艾莉絲其實是艾麗西亞的複製人，只不過加入了抗早衰的基因，艾莉絲這時才發現自己原來只是個複製人。此時，三個女人齊聚一堂——紅后、艾莉絲、艾麗西亞。三個女人要一同合作，消滅艾薩克博士與「保護傘公司」，以拯救世界。
接著，艾麗西亞就說威斯克被開除了，威斯克因此遭到紅后攻擊，但艾薩克博士卻帶著解藥逃走，艾莉絲和克蕾兒一起追捕，但克蕾兒沒兩下就被打倒，於是艾莉絲和艾薩克博士一起纏鬥到雷射走廊時，艾莉絲和艾薩克博士因此展開終極對決，最後艾莉絲以犧牲手指的代價，用手雷解決了艾薩克博士，並從艾薩克博士身上拿到解藥，隨後來到地面想要砸碎解藥讓藥效開始傳播時，卻被再生的艾薩克博士一把搶走解藥。但此時外邊裝甲車裡的複製人艾薩克博士卻帶著喪屍大軍，高喊「我才是本體！」並一刀捅死了真正的艾薩克博士，最後複製版的艾薩克博士也遭到變成喪屍的朱指揮官（Commander Chu）及喪屍群分食。最終艾莉絲拿回解藥並砸碎它，在解藥的藥效發揮下，殺死全部的喪屍，蜂巢也被艾莉絲引爆而讓保護傘公司因此全部被消滅掉。
在克蕾兒的呼喚下，艾莉絲醒過來才發現自己沒死，並且在紅后的解說下，才知道解藥只是將艾莉絲體內的T病毒消滅，但並沒有破壞其健康細胞。
紅后後來將艾麗西亞死前的所有童年記憶交給艾莉絲。艾莉絲則為了讓解藥能消滅所有喪屍及馬吉尼拯救全人類，決定重新踏上征程。

## 演員
| 演員                           | 角色                                              | 備註 |
| 蜜拉·喬娃薇琪 Milla Jovovich   | 艾莉絲 Alice                                      | 本片主角，複製人。前任保護傘公司蜂巢保全主管，艾莉絲計劃的關鍵人物，曾因T病毒獲得超能力，曾遭清除，但又在《惡靈古堡5：天譴日》中被威斯卡植入T病毒。是唯一和T病毒完美融合、打不死的性格女子。 |
| 艾麗·拉特 Ali Larter           | 克萊兒·瑞德菲爾 Claire Redfield                   | 於《惡靈古堡3：大滅絕》與艾莉絲交好的生還者。 |
| 尚·羅伯茲 Shawn Roberts        | 亞伯·威斯卡 Albert Wesker                         | 《惡靈古堡4：陰陽界》的反派，保護傘公司幹部，擁有瞬移和強大的重生能力。 |
| 約恩·麥肯 Eoin Macken          | 醫生 Doc                                          | 克萊兒的男友兼戰隊中的醫生，實為保護傘公司所派的線人。 |
| 威廉·列維 William Levy         | 克里斯汀 Christian                                | 克萊兒、艾莉絲等人的戰友。有喪尸獵人的稱呼。 |
| 露比·蘿絲 Ruby Rose            | 艾碧蓋兒 Abigail                                  | 克萊兒、艾莉絲等人的戰友。其父是維修汽車為生，得到父親的維修和改造經驗。 |
| 伊恩·格雷 Iain Glen            | 亞歷山大·艾薩克斯博士 Dr. Alexander Roland Isaacs | 保護傘公司的最高執行長，共同創始人之一，艾莉絲的敵人。 |
| Rola                           | 康貝特 Cobalt                                     | 艾莉絲、克萊兒等人的盟友。 |
| 李準基 Joon-Gi Lee             | 司令官朱 Commander Chu                            | 保護傘公司的司令官。 |
| 佛瑞札·詹姆士 Fraser James     | 剃刀 Razor                                        | 艾莉絲、克萊兒等人的盟友。 |
| 愛娃·嘉寶·安德森 Ever Anderson | 紅 Red Queen                                      | 保護傘公司大本營的電腦人工智慧（由保護傘公司的創始人的女兒Alicia Marcus為投影），暗中幫助艾莉絲。系統總以幫助人類為最終目標無狹義立場。                                                      |

## 製作

### 拍攝
主要攝影於2015年9月18日開始，地點位在南非開普敦的哈特比斯普爾特水壩。

## 發行
索尼此前將電影定於2014年9月12日推出。截至2015年9月20日，螢幕寶石正式定於2017年1月27日在美國上映。而日本則會於2016年12月23日最先上映。

### 評價
根據影評網站爛番茄上101條評論，新鮮度為37%。在Metacritic上，電影獲得了49分。
在IMDB的分數為5.5分。

### 票房
在北美方面，《惡靈古堡：最終章》將與《為了與你相遇》及《金爆內幕》共同競爭，預計能在其首映週於3,050個劇院中進帳1,300萬美元。美國首週末票房僅1390萬美元，位居當週第四，為全系列最低的成績，不到一個月即跌出十名外。
中国大陆方面，取得11.1亿人民币的佳绩。
台灣方面，首週四天票房為新台幣7500萬元；最終全台票房為新台幣2.47億元。
| 上一届： 《限制級戰警：重返極限》   | 2017年台北週末票房冠軍 第4週     | 下一届： 《分裂》              |
| 上一届： 《3X反恐暴族：重火力回歸》 | 2017年香港週末票房冠軍 第5-6週   | 下一届： 《星聲夢裡人》        |
| 上一届： 《極限特工：終極回歸》     | 2017年中國内地一周票房冠军 第9週 | 下一届： 《金刚狼3：殊死一战》 |

## 外部連結
- 官方网站
- 互联网电影数据库（IMDb）上《惡靈古堡：最終章》的资料（英文）
- Box Office Mojo上《惡靈古堡：最終章》的資料（英文）
- 爛番茄上《惡靈古堡：最終章》的資料（英文）
- Metacritic上《惡靈古堡：最終章》的資料（英文）
- AllMovie上《惡靈古堡：最終章》的资料（英文）
- 開眼電影網上《惡靈古堡：最終章》的資料（繁體中文）
- 豆瓣电影上《惡靈古堡：最終章》的資料 （简体中文）
- 时光网上《惡靈古堡：最終章》的資料（简体中文）